# ABXplore
ABXPLORE est une chaine de télévision thématique commerciale privée de la Communauté française de Belgique. La chaîne se caractérise par ses documentaires et ses émissions de divertissements. La chaîne fait partie du groupe Mediawan (Mediawan Thematics).

## Histoire
Le 13 septembre 2017, le Groupe AB (Mediawan Thematics) décide de renommer la chaine AB4, qui devient ABXPLORE, et reformate celle-ci en une chaine consacrée aux documentaires dits de divertissement à destination d'un public âgé de 15 à 49 ans.
En novembre 2017, la chaine est disponible en HD chez Proximus.
Avec des parts de marché de plus de 4 % sur les hommes de 18-44 ans, ABXPLORE affiche un très bon bilan pour le 1er trimestre 2018.
Pour la rentrée 2018-2019, ABXPLORE mise toujours sur une programmation notamment axée sur l’aventure. Par ce type de programme, la chaîne propose des contenus inédits pour une chaine de télévision gratuite belge francophone.
Depuis le rachat d’AB Groupe le 30 janvier 2017 par Mediawan, la chaîne fait partie de la société Mediawan Thematics. 
Depuis octobre 2024, pour la rentrée de la chaîne et pour la première fois depuis sa création, ABXPLORE propose une fois par semaine à 20h55 un cycle de films ou de séries d’actions 

## Identité visuelle

Logo de ABXPLORE depuis le 13 septembre 2017

## Diffusion
ABXplore est disponible partout en Belgique et au Luxembourg sur le câble et sur IPTV.
La chaîne diffuse également en streaming depuis son site internet accessible uniquement pour la Belgique et le Grand-Duché de Luxembourg.

## Organisation
- Directeur général de Mediawan Thematics

Vincent Grynbaum
- Directrice générale adjointe chargée des contenus

Sonia Latoui
- Directrice des antennes, de la programmation et des productions chaines documentaires Mediawan Thematics

Marie De Maublanc
- Responsable du pôle belge et du pôle étude

Pierre Abeille

## Programmes
La programmation est consacrée principalement aux documentaires en partenariat avec des groupes tels que Discovery Channel, BBC et National Geographic Channel avec chaque soir de la semaine un thème spécifique :
- Aventure ;
- Technologie ;
- Histoire ;
- Automobile ;
- Métiers de l’extrême ;
- Sciences.

Les mercredis et samedis sont consacrés au catch américain en première partie de soirée et en diffusion inédite en Belgique avec WWE Smackdown et WWE Raw.
La chaine proposait, jusqu'en juillet 2019, des retransmissions de grands évènements (Pay-per-view) de catch en direct. En général, diffusés dans la nuit de dimanche à lundi.
Le 7 juillet 2018, ABXPLORE diffusait la Drone Racing League (course de drones) les samedis soir à 22h35.
Technologies de l’impossible le lundi (Building Giants, Impossible Railways, …)
Métiers de l’extrême le mardi (Emergency Helicopter Medics, …), 
Aventure le jeudi (Seuls face à l’Alaska, Appalachian Outlaws), 
Mystères et théories le vendredi (In Search of Aliens, …), 
Catastrophe le samedi (The Next Mega Tsunami, …),
Moteurs le dimanche (Big Easy motors, …)
À la rentrée 2018/2019, de nouveaux magazines renforcent les primes-time : 
- Impossible Engineering (lundi),
- Navy Seals (mardi),
- Ancient Top Ten (vendredi),
- Inside the Mega Twister / Planes Gone Viral / The 2000’s greatest tragedies (samedi), …

Le bloc « Discovery Time » du week-end (18h00-20h00), qui diffuse notamment « Railroad Alaska », se complète avec plusieurs nouveautés : « Week-ends Spécial Requins », «Wheeler Dealers », « Idris Elba : Fighters », …
Les amateurs de catch trouveront toujours satisfaction le mercredi (WWE Raw) et le samedi soir (WWE Smackdown).
Depuis octobre 2024, pour la rentrée de la chaîne et pour la première fois depuis sa création, ABXPLORE propose tous les lundis soirs à 20:55 un cycle de films en tous genres (action, aventure, science-fiction,…).
La chaîne diffuse également des reportages et des magazines comme Les enquêtes impossibles, Douane sous haute surveillance, Borderforce, The island,… 
La case du dimanche soir en prime était également réservée aux séries d’action comme Le transporteur (série télévisée) depuis le 9 février 2025.
Bien que la chaîne reste une chaîne thématique, celle-ci diversifie plus son offre et devient une chaîne de style plus généraliste qu’à ces début.

## Audiences
Source : Centre d'Information sur les Médias.

### Audience globale
| Année | Parts de marché |
| ----- | --------------- |
| 2010  | —               |
| 2011  | —               |
| 2012  | —               |
| 2013  | —               |
| 2014  | —               |
| 2015  | —               |
| 2016  | —               |
| 2017  | 0,42 %          |
| 2018  | 1,51 %          |
| 2019  | 1,60 %          |

| Année | Parts de marché |
| ----- | --------------- |
| 2020  | 1,37 %          |
| 2021  | —               |
| 2022  | —               |
| 2023  | —               |
| 2024  | —               |
| 2025  | —               |
| 2026  | —               |
| 2027  | —               |
| 2028  | —               |
| 2029  | —               |

Avec une audience moyenne de 1,37 % de part de marché en 2020, ABXplore est la huitième chaîne la plus regardée en Belgique francophone, derrière La Une, RTL-TVI, Tipik, AB3, Club RTL, Plug RTL et La Trois.
En février 2023, les chiffres du CIM l’attestent. Sur les 4 ans et plus, elle s’adjuge 2,29 % de part de marché. C’est inédit. Et sur sa cible commerciale, à savoir les 18-54 ans, comprenez la personne chargée des achats du ménage, c’est encore mieux. ABXplore affiche 3,8 % de part de marché. Soit plus que Club RTL qui en a 3,56 % sur la même cible. La chaîne a réalisé un mois de février historique, passant pour la première fois devant Club RTL. Elle s’offre même le luxe d’être sur les talons de Tipik ! (Source: DH)

### Records d'audience
Lors de son année de lancement, ABXplore a réalisé sa meilleure audience le 23 septembre 2017, avec des matches de catch internationaux. Ce programme a rassemblé 46 900 téléspectateurs, pour une part de marché de 3,3 %.
La chaîne a battu son record le 18 novembre 2018 : le programme Storage Wars : Enchères surprises a rassemblé 70 700 et 4,0 % de part de marché.

### Top 10 des programmes les plus regardés par année
| 2020 | 2020                                 | 2020       | 2020                      | 2020           |
|      | Programme                            | Date       | Nombre de téléspectateurs | Part de marché |
| ---- | ------------------------------------ | ---------- | ------------------------- | -------------- |
| 1    | Storage Wars : Texas                 | 02/12/2020 | 62 800                    | 4,0 %          |
| 2    | Alien Theory                         | 25/08/2020 | 62 100                    | 7,2 %          |
| 3    | Les Rois du troc                     | 25/12/2020 | 56 800                    | 3,6 %          |
| 4    | Nostradamus, les prophéties révélées | 10/04/2020 | 53 400                    | 3,1 %          |
| 5    | Wheeler dealers, Occasions à saisir  | 04/07/2020 | 51 800                    | 4,1 %          |
| 6    | Pyramides - Les mystères révélés     | 14/02/2020 | 51 100                    | 3,6 %          |
| 7    | Architecture restauration            | 25/12/2020 | 50 200                    | 4,1 %          |
| 8    | Nazis, la mécanique du mal           | 27/11/2020 | 49 700                    | 4,0 %          |
| 9    | Dans le secret des grands bâtisseurs | 06/09/2020 | 49 500                    | 3,1 %          |
| 10   | Retour à l'instinct primaire         | 06/10/2020 | 46 800                    | 3,3 %          |

| 2019 | 2019                                   | 2019       | 2019                      | 2019           |
|      | Programme                              | Date       | Nombre de téléspectateurs | Part de marché |
| ---- | -------------------------------------- | ---------- | ------------------------- | -------------- |
| 1    | Storage Wars : Enchères surprises      | 03/02/2019 | 64 000                    | 3,4 %          |
| 2    | Nazis, la mécanique du mal             | 01/03/2019 | 59 400                    | 4,0 %          |
| 3    | Catch : combats internationaux         | 07/06/2019 | 56 200                    | 4,7 %          |
| 4    | Nostradamus, les prophéties révélées   | 22/11/2019 | 51 100                    | 3,3 %          |
| 5    | Hitler, la machine à propagande        | 15/03/2019 | 50 300                    | 3,1 %          |
| 6    | Alien Theory                           | 09/01/2019 | 46 900                    | 6,1 %          |
| 7    | Les mystères de Saqqara                | 22/03/2019 | 46 500                    | 3,9 %          |
| 8    | American Pickers, chasseurs de trésors | 12/02/2019 | 46 300                    | 4,3 %          |
| 9    | Les trains de l'impossible             | 18/03/2019 | 45 300                    | 2,5 %          |
| 10   | Wheeler dealers, Occasions à saisir    | 04/03/2019 | 45 100                    | 5,7 %          |

| 2018 | 2018                                 | 2018       | 2018                      | 2018           |
|      | Programme                            | Date       | Nombre de téléspectateurs | Part de marché |
| ---- | ------------------------------------ | ---------- | ------------------------- | -------------- |
| 1    | Storage Wars : Enchères surprises    | 18/11/2018 | 70 700                    | 4,0 %          |
| 2    | Catch : Combats internationaux       | 08/04/2018 | 57 300                    | 22,9 %         |
| 3    | Alien Theory                         | 16/03/2018 | 49 700                    | 3,1 %          |
| 4    | Catch : Royal Rumble                 | 27/04/2018 | 49 400                    | 4,0 %          |
| 5    | Hunting Hitler                       | 09/02/2018 | 48 200                    | 2,7 %          |
| 6    | Chasseurs de bolides                 | 01/01/2018 | 46 900                    | 4,1 %          |
| 7    | Catch : WWE Raw                      | 28/03/2018 | 45 000                    | 3,3 %          |
| 8    | Naked and afraid                     | 06/02/2018 | 42 800                    | 4,3 %          |
| 9    | Wheeler dealers, Occasions à saisir  | 10/11/2018 | 42 500                    | 5,4 %          |
| 10   | Dans le secret des grands bâtisseurs | 19/10/2018 | 42 400                    | 2,7 %          |

| 2017 | 2017                                             | 2017       | 2017                      | 2017           |
|      | Programme                                        | Date       | Nombre de téléspectateurs | Part de marché |
| ---- | ------------------------------------------------ | ---------- | ------------------------- | -------------- |
| 1    | Catch : Combats internationaux                   | 23/09/2017 | 46 900                    | 3,3 %          |
| 2    | River Monsters                                   | 29/12/2017 | 44 000                    | 2,3 %          |
| 3    | Man vs. Wild - Seul face à la nature             | 10/12/2017 | 41 600                    | 3,5 %          |
| 4    | Hunting Hitler                                   | 29/10/2017 | 41 400                    | 4,7 %          |
| 5    | American Pickers, chasseurs de trésors           | 27/12/2017 | 40 300                    | 2,9 %          |
| 6    | Les trains de l'extrême                          | 06/12/2017 | 39 600                    | 2,3 %          |
| 7    | Le Convoi de l'extrême                           | 16/09/2017 | 39 600                    | 4,6 %          |
| 8    | Les Constructeurs de l'extrême                   | 28/11/2017 | 36 000                    | 1,9 %          |
| 9    | Big History, une nouvelle Histoire de l'humanité | 31/12/2017 | 31 100                    | 2,9 %          |
| 10   | The Wildman                                      | 29/12/2017 | 29 700                    | 2,7 %          |

Tous les téléspectateurs de 4 ans et plus, plus d'éventuels invités. Durée des programmes supérieure à 15 minutes.